# Heinrich Retschury

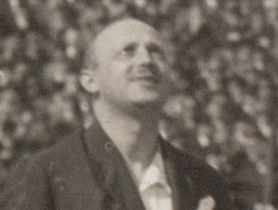
Heinrich Retschury

Heinrich Retschury (* 5. Januar 1887 in Wien; † 15. Dezember 1944 ebenda) war ein österreichischer Fußballspieler auf der Position eines Verteidigers. Nach Beendigung seiner aktiven Karriere arbeitete er als Fußballschiedsrichter sowie Funktionär und übernahm zwei Mal die österreichische Fußballnationalmannschaft als Interimstrainer.

## Karriere
Heinrich Retschury spielte in seiner aktiven Zeit bei der Vienna und bestellte gemeinsam mit Wilhelm Eipeldauer die Verteidigung der Blau-Gelben in den Anfangsjahren des österreichischen Fußballs. Als Abwehrspieler kam er auch zu mehreren Einsätzen in der österreichischen Nationalmannschaft. Sein Debüt gab er beim 4:0-Sieg über den „Erzrivalen“ aus Transleithanien am 3. Mai 1908. Heinrich Retschury spielte noch fünf weitere Male für das Team, konnte jedoch keine weiteren Siege erringen. Sein Abschied aus der Nationalmannschaft gab er bereits am 1. Juni 1909 nach der 1:8-Niederlage gegen den Fußball-Lehrmeister aus England. Nach seiner Karriere als Spieler beschäftigte sich Heinrich Retschury weiterhin mit dem runden Leder und wurde Fußballschiedsrichter und Funktionär. Er wurde bald zu einem der bekanntesten Referees des Landes, pfiff zahlreiche Meisterschafts- und Cuppartien sowie Länderspielbegegnungen und kam auch bei Großereignissen wie den Olympischen Spielen 1924 in Paris zum Einsatz.
Während des Ersten Weltkriegs übernahm er zudem die Betreuung des österreichischen Nationalteams, da Trainer Hugo Meisl auf Fronteinsatz zur Isonzoschlacht musste. Dennoch versuchte er, den neuen Trainer in dieser Zeit zu unterstützen. Insgesamt saß Heinrich Retschury vom 28. April 1914 bis 1. August 1919 bei 23 Spielen der Nationalelf auf der Trainerbank, ehe er wieder von Hugo Meisl abgelöst wurde. Der Gegner hießen in den Kriegszeiten allerdings nur Ungarn oder Schweiz. Nach dem Tode Hugo Meisl 1937 wurde er ein weiteres Mal Trainer der österreichischen Fußballnationalmannschaft. Mit dem Team konnte er dank eines 2:1-Sieges über Lettland die Qualifikation zur Weltmeisterschaft 1938 erfolgreich absolvieren. Diese wurde allerdings nach der Annexion Österreichs durch das Deutsche Reich im März 1938 hinfällig.
Kommerzialrat Heinrich Retschury verstarb plötzlich und unerwartet im Alter von 57 Jahren am Abend des 15. Dezember 1944 in seinem Heim in der Gymnasiumstraße in Wiener Viertel Döbling. Er hinterließ seine Frau und eine Tochter. Erst drei Jahre später, am 19. November 1947, nach feierlicher Einsegnung, fand er in der Familiengruft auf dem örtlichen Friedhof seine letzte Ruhe.

## Stationen

### Spieler
- First Vienna FC: 1906–1912

### Trainer
- Österreichische Fußballnationalmannschaft: 1914–1919, 1937

## Erfolge

### Spieler
- 6 Länderspiele für die österreichische Fußballnationalmannschaft von 1908 bis 1909

### Trainer
- Qualifikation für die Fußball-Weltmeisterschaft 1938

## ÖFB-Länderspiele unter Teamchef Heinrich Retschury
Legende
- H = Heimspiel
- A = Auswärtsspiel
- * = Spiel auf neutralem Platz
- − = kein offizielles Länderspiel
- n. V. = nach Verlängerung
- WM = Weltmeisterschaft
- EM = Europameisterschaft
- grüne Hintergrundfarbe = Sieg Österreichs
- gelbe Hintergrundfarbe = Unentschieden
- rote Hintergrundfarbe = Niederlage

### Erste Amtsperiode (22 Länderspiele) unter Teamchef Heinrich Retschury
| Spiele | Siege | Remis | Niederlagen | Tore  | TD  |
| ------ | ----- | ----- | ----------- | ----- | --- |
| 22     | 6     | 3     | 13          | 40:52 | −12 |

| Nr. | Datum      | Ergebnis | Gegner  |   | Austragungsort | Anlass | Bemerkung                                                                  |
| --- | ---------- | -------- | ------- | - | -------------- | ------ | -------------------------------------------------------------------------- |
| 37  | 04.10.1914 | 2:2      | Ungarn  | A | Budapest (HUN) |        |                                                                            |
| 38  | 08.11.1914 | 1:2      | Ungarn  | H | Wien           |        |                                                                            |
| 39  | 02.05.1915 | 5:2      | Ungarn  | A | Budapest (HUN) |        |                                                                            |
| 40  | 30.05.1915 | 1:2      | Ungarn  | H | Wien           |        |                                                                            |
| 41  | 03.10.1915 | 4:2      | Ungarn  | H | Wien           |        |                                                                            |
| 42  | 07.11.1915 | 2:6      | Ungarn  | A | Budapest (HUN) |        |                                                                            |
| 43  | 07.05.1916 | 3:1      | Ungarn  | H | Wien           |        | Erstes Länderspiel am WAF-Platz                                            |
| 44  | 04.06.1916 | 1:2      | Ungarn  | A | Budapest (HUN) |        |                                                                            |
| 45  | 01.10.1916 | 3:2      | Ungarn  | A | Budapest (HUN) |        |                                                                            |
| 46  | 05.11.1916 | 3:3      | Ungarn  | H | Wien           |        | Spiel vorzeitig wegen Dunkelheit beendet, letztes Länderspiel am WAF-Platz |
| 47  | 06.05.1917 | 1:1      | Ungarn  | H | Wien           |        |                                                                            |
| 48  | 03.06.1917 | 2:6      | Ungarn  | A | Budapest (HUN) |        |                                                                            |
| 49  | 15.07.1917 | 1:4      | Ungarn  | H | Wien           |        |                                                                            |
| 50  | 07.10.1917 | 1:2      | Ungarn  | A | Budapest (HUN) |        |                                                                            |
| 51  | 04.11.1917 | 1:2      | Ungarn  | H | Wien           |        |                                                                            |
| 52  | 23.12.1917 | 1:0      | Schweiz | A | Basel (SUI)    |        | Erstes offizielles Länderspiel gegen die Schweiz                           |
| 53  | 26.12.1917 | 2:3      | Schweiz | A | Zürich (SUI)   |        |                                                                            |
| 54  | 14.04.1918 | 0:2      | Ungarn  | A | Budapest (HUN) |        |                                                                            |
| 55  | 09.05.1918 | 5:1      | Schweiz | H | Wien           |        |                                                                            |
| 56  | 02.06.1918 | 0:2      | Ungarn  | H | Wien           |        |                                                                            |
| 57  | 06.10.1918 | 0:3      | Ungarn  | H | Wien           |        |                                                                            |
| 58  | 06.04.1919 | 1:2      | Ungarn  | A | Budapest (HUN) |        |                                                                            |

### Zweite Amtsperiode (5 Länderspiele) unter Teamchef Heinrich Retschury
| Spiele | Siege | Remis | Niederlagen | Tore  | TD |
| ------ | ----- | ----- | ----------- | ----- | -- |
| 5      | 2     | 1     | 2           | 10:10 | ±0 |

| Nr. | Datum      | Ergebnis | Gegner           |   | Austragungsort | Anlass                | Bemerkung |
| --- | ---------- | -------- | ---------------- | - | -------------- | --------------------- | --- |
| 188 | 23.05.1937 | 2:2      | Ungarn           | A | Budapest (HUN) |                       | |
| 189 | 19.09.1937 | 4:3      | Schweiz          | H | Wien           | Europapokal 1936–1938 | |
| 190 | 05.10.1937 | 2:1      | Lettland         | H | Wien           | WM 1938-Qualifikation | Erstes Spiel gegen Lettland Österreich qualifizierte sich für die WM 1938, trat aber nach dem Anschluss ans Deutsche Reich nicht an |
| 191 | 10.10.1937 | 1:2      | Ungarn           | H | Wien           | Europapokal 1936–1938 | |
| 192 | 24.10.1937 | 1:2      | Tschechoslowakei | A | Prag (TCH)     | Europapokal 1936–1938 | Letztes Spiel vor dem Zweiten Weltkrieg Österreich beendet den 4. Europapokal 1936–1938 auf dem 4. Rang                             |